# Iulotrichia decursaria
Iulotrichia decursaria är en fjärilsart som beskrevs av Walker 1860. Iulotrichia decursaria ingår i släktet Iulotrichia och familjen mätare. Inga underarter finns listade i Catalogue of Life.